# Coolsingel

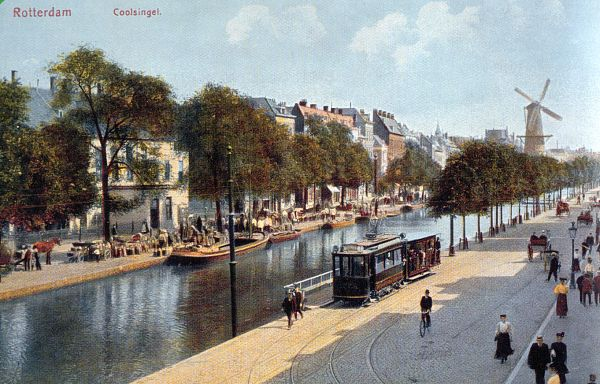
Rotterdam: il Coolvest (ora: Coolsingel) nel 1900

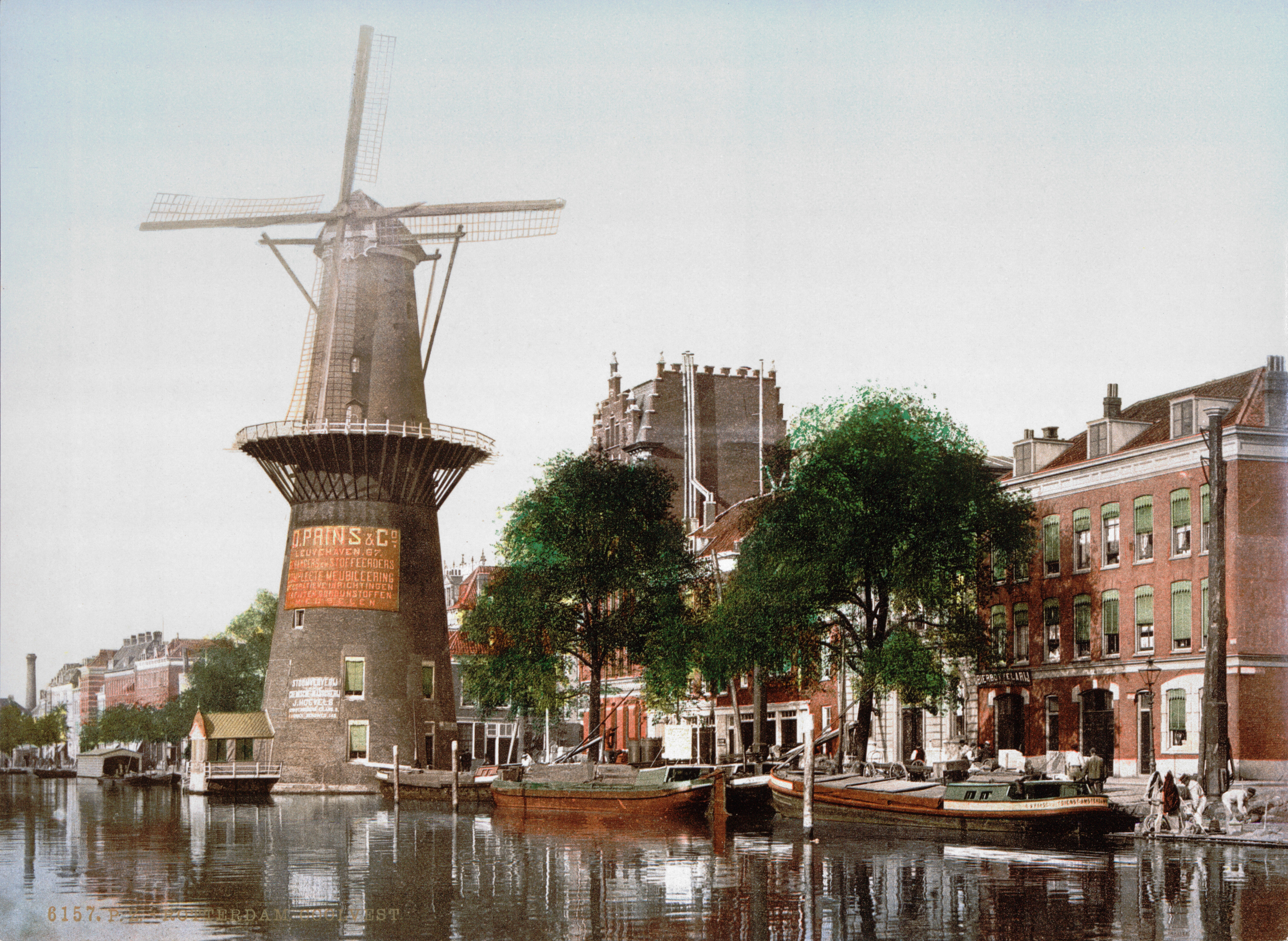
Rotterdam: il Coolvest (ora: Coolsingel) nel 1900, con, in primo piano, il mulino "De Hoop"

Coolsingel (un tempo: Coolvest) è la principale arteria stradale del centro di Rotterdam. La via si trova lungo la sponda destra del fiume Mosa.
La via prende il nome dal quartiere ed ex terreno feudale di Cool, attestato dal 1280 ed annesso al comune di Rotterdam dal 1811 (il termine "singel" indica invece un corso d'acqua che circonda una parte di città e, per estensione, "viale" e deriva probabilmente da "cingel", che significa "cintura").

Nella via, che fu per molti anni considerata il vero "centro" della città, dove avevano luogo i principali eventi pubblici,  si trovano importanti edifici quali il municipio di Rotterdam, la Borsa, la Posta ecc.

## Monumenti ed edifici d'interesse

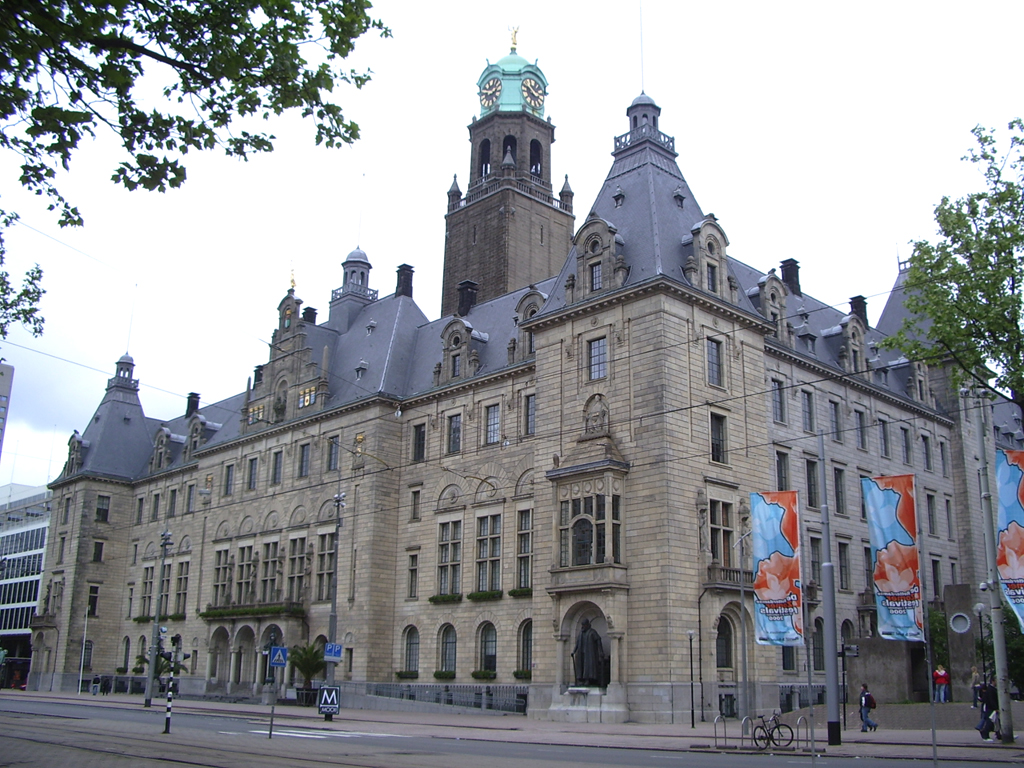
Il municipio di Rotterdam sul Coolsingel, risalente al 1920

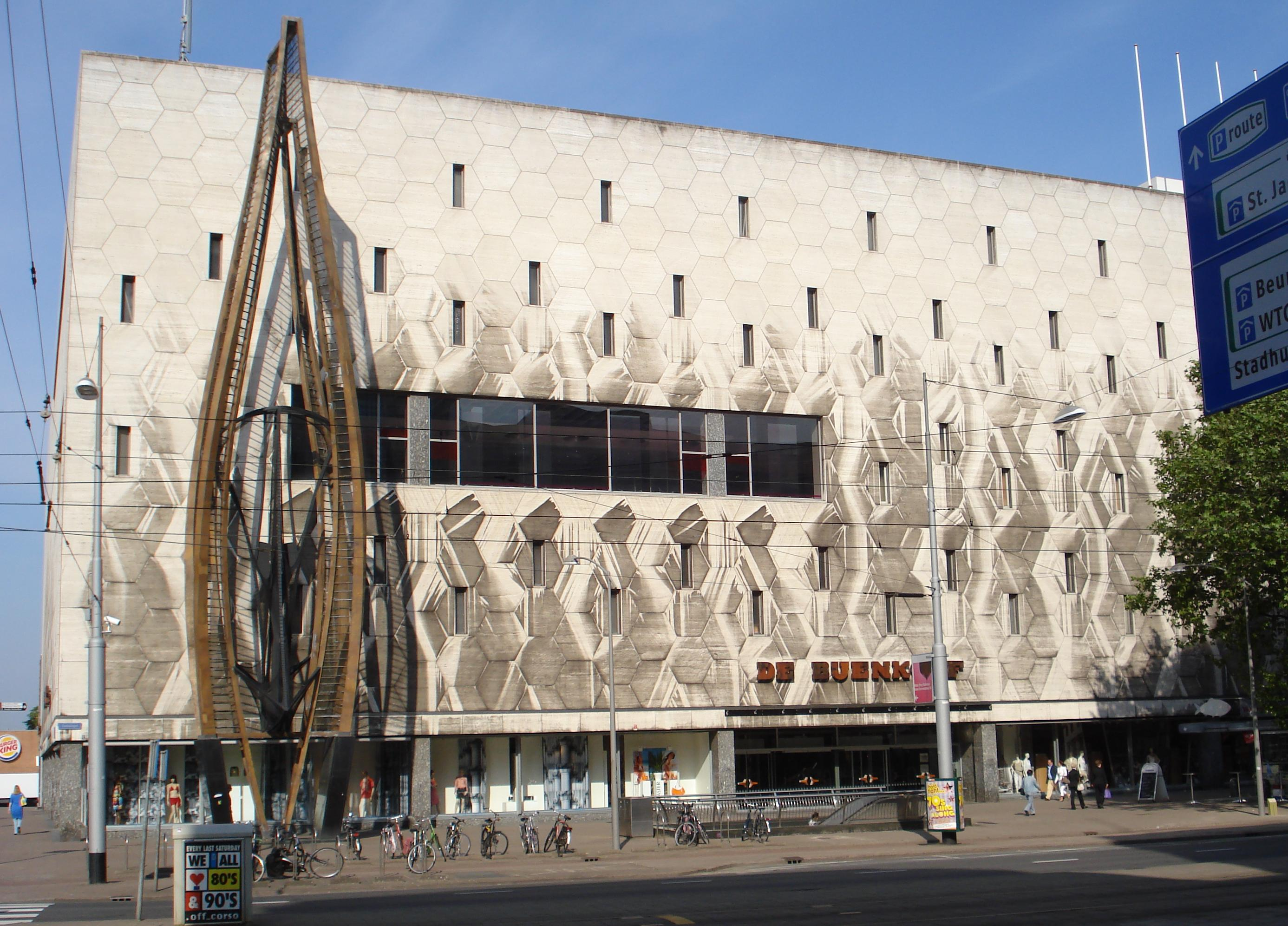
I grandi magazzini "De Bijenkorf" sul Coolsingel

### Municipio di Rotterdam
Costruito in stile rinascimentale tra il 1914 e il 1920 su progetto di Henry Evers, il municipio (Stadhuis) di Rotterdam è il più grande municipio dei Paesi Bassi. L'edificio resse ai bombardamenti del 14 maggio 1940 che rasero al suolo la città.

### Edificio dei grandi magazzini "De Bijenkorf"
L'edificio della catena di grandi magazzini "De Bijenkorf" (lett. "L'alveare") fu costruito nel 1958 da Marcel Breuer e ha l'aspetto di un alveare.

### Coolsingeltoren
"Coolsingeltoren" ("Torre del Coolsingel") è il nome di un grattacielo di 156 m di altezza, progettato dall'architetto francese Christian de Portzamparc e i cui lavori di costruzione, all'angolo tra il Coolsingel e la Kruiskade, sono iniziati nel 2010 e termineranno, secondo le previsioni, nel 2013. All'interno sorgeranno sia degli uffici commerciali che un teatro con 600-700 posti a sedere, che prenderà il posto del vecchio Luxortheater.

### Sculture
- "Costruzione", di Naum Gabo (1890 - 1970)